# Eusaurosphargis dalsassoi
L'eusaurosfargide (Eusaurosphargis dalsassoi) è un rettile estinto di incerta classificazione. Visse nel Triassico medio (Anisico/Ladinico, circa 243-240 milioni di anni fa) e i suoi resti sono stati ritrovati in Italia e in Svizzera.

## Descrizione
Questo animale era piuttosto piccolo, e la lunghezza non superava i 50 centimetri. Il corpo era largo, a forma di botte e dotato di piccole piastre ovali (osteodermi); le vertebre erano dotate di processi traversi allungati per l'articolazione con le coste. Queste ultime erano dotate di strane espansioni a ventaglio, simili a quelle presenti nel placodonte Paraplacodus. La coda era insolitamente corta, mentre il cranio era corto e alto, con una mandibola particolarmente robusta. Vi era una doppia fila di denti a forma di foglia nella mascella superiore. Le vertebre cervicali erano dotate di robuste costole che si incastravano fra loro, sovrapponendosi. La corazza di Eusaurosphargis era costituita da vari tipi di osteodermi. Osteodermi laterali di forma ovale appiattita, probabilmente associati ai gastralia, formavano una fila laterale lungo il corpo; vi erano anche file di osteodermi conici, dalle basi larghe, che stavano al di sopra delle spine neurali e delle costole ed erano con tutta probabilità associati ai processi uncinati; infine, vi erano osteodermi tondi e piatti, sovrapposti fra loro, che ricoprivano la zona delle spalle e delle zampe anteriori.

## Classificazione
Eusaurosphargis dalsassoi venne descritto per la prima volta nel 2003, sulla base di un esemplare fossile incompleto e disarticolato ritrovato nel famoso giacimento di Besano (Anisico/Ladinico, 243-242 milioni di anni fa), nei pressi di Varese (Italia). Il nome Eusaurosphargis deriva da quello di Saurosphargis, un misterioso rettile estinto i cui resti fossili ritrovati in Polonia nella prima metà del secolo scorso furono poi distrutti durante la seconda guerra mondiale; l'epiteto specifico, dalsassoi, è in onore di Cristiano Dal Sasso, paleontologo del Museo di Storia Naturale di Milano, che per primo intuì l'importanza del reperto. Le presunte somiglianze tra i due esemplari non possono comunque essere definite con certezza. Secondo lo studio del 2003, il più stretto parente di Eusaurosphargis era forse l'altrettanto enigmatico Helveticosaurus, rinvenuto nel versante svizzero dello stesso giacimento.
Nel 2017 venne descritto un secondo esemplare, ritrovato in terreni leggermente più recenti (Ladinico inferiore, circa 241 milioni di anni fa) nella formazione Prosanto in Svizzera; questo esemplare, completo ed eccezionalmente conservato, lungo solo 20 centimetri e chiaramente appartenente a un giovane, ha permesso una più corretta classificazione di Eusaurosphargis: quest'ultimo sembra essere stato un rettile affine ai saurotterigi, un grande gruppo di rettili acquatici che comprende placodonti, plesiosauri e notosauri.

## Stile di vita
Alcune caratteristiche dell'animale (le zampe ben sviluppate e robuste, la forma dell'ilio) fanno pensare a uno stile di vita terrestre, mentre altre (il cinto pelvico piatto e i coracoidi simili ai placodonti) sono compatibili con un modo di vita acquatico.